# ديفيد بيلي (قسيس)
ديفيد بيلي (بالإنجليزية: David Bailey)‏ هو قسيس بريطاني، ولد في 5 ديسمبر 1952 في Shipley, West Yorkshire ‏ في المملكة المتحدة.